# Eugène Camara
Eugène Camara (ur. 21 stycznia 1942 w Nzérékoré, zm. 22 listopada 2019 w Kairze) – gwinejski polityk, premier Gwinei od 9 lutego 2007 do 1 marca 2007.

## Kariera polityczna
Eugène Camara ukończył studia ekonomiczne na Uniwersytecie w Konakry. W latach 1997–2004 był ministrem szkolnictwa wyższego i badań naukowych. Od 2004 do stycznia 2007 pełnił natomiast funkcję ministra planowania. 19 stycznia 2007 objął funkcję ministra do spraw prezydenckich, zastępując na tym stanowisku Fodé Bangoura.
Od kwietnia 2006, po dymisji Cellou Dalein Diallo, urząd premiera Gwinei pozostawał nieobsadzony. W lutym 2007 prezydent Lansana Conté, po gwałtownych strajkach i protestach związków zawodowych i młodzieży, które trwały od stycznia 2007, zmuszony był wyznaczyć nowego szefa rządu. 9 lutego 2007 mianował na to stanowisko Eugène’a Camarę. Wyznaczenie Camary nie zadowoliło jednak opozycji, która postrzega go jako człowieka starego establishmentu. W kraju na nowo wybuchły strajki i zamieszki. W odpowiedzi, prezydent Conté 12 lutego 2007 wprowadził stan wojenny. Zaproponował również piastowanie urzędu przez Camarę przez próbny okres trzech miesięcy, czego opozycja nie zaakceptowała.
Porozumienie osiągnięto dopiero 25 lutego 2007 dzięki mediacji ECOWAS. Prezydent Conté zgodził się do 2 marca wyznaczyć nowego kandydata na stanowisko premiera z listy zaproponowanej przez związki zawodowe, które w zamian zobowiązały się do zakończenia strajków do 27 lutego. 26 lutego 2007 Conté zdymisjonował premiera Camarę, mianując jego następcą Lansanę Kouyaté, który objął urząd 1 marca 2007.